# مجلس شورى ثوار بنغازي
مجلس شورى ثوار بنغازي هو مسمى ظهر في 20 يونيو 2014 لائتلاف مجموعة ميليشيات إسلامية في مدينة بنغازي الليبية يضم تنظيم أنصار الشريعة التي صنفتها الولايات المتحدة كمنظمة إرهابية وميليشيا درع ليبيا 1 إضافة لميليشيا شهداء 17 فبراير وراف الله السحاتي. والعديد من المجموعات ضمن هذه الميليشيا متعاون مع معقل الإخوان المسلمين في مصراتة.
فيما وصفت أجهزة الدولة الأمنية الرسمية هذه الميليشيا آنذاك بـ(جسم غريب مجهول الهوية والتبعية).
وقامت هذه الميليشيا بالهجوم على مواقع الجيش الليبي واحتلال مؤسسات في المدينة مثل مستشفى الجلاء وهو أكبر مستشفى خاص بالجراحة والحوادث شرق ليبيا رافعين علم التنظيم. كذلك واصلت الهجوم ولمدة أسبوع في نهاية رمضان 2014 على مواقع الجيش ومعسكرات القوات الخاصة الليبية بالأسلحة الثقيلة والمتوسطة والخفيفة ما أدى إلى عمليات نزوح كبيرة للسكان المدنيين في المناطق المجاورة لهذه المعسكرات وكذلك وقوع قتلى بين صفوف الجيش والمدنيين زاد عددهم عن 60 قتيلاً معظمهم من أفراد الجيش الليبي وبين المدنيين، حيث سقطت قذائف هاون بشكل عشوائي على أماكن مزدحمة بالمدنيين وانتهت باحتلال معسكر القوات الخاصة الليبية الرئيسي في المدينة.
وكانت القوات الخاصة الصاعقة قد أعلنت تأييدها لعملية الكرامة التي تقوم بها قوات من الجيش الليبي ويقودها اللواء خليفة حفتر بغرض (القضاء على الإرهاب) لكن دون أن تضع نفسها تحت قيادته.
وبعد احتلال ميليشيا (مجلس شورى ثوار بنغازي) لمعسكر القوات الخاصة (الصاعقة) قام حشد من المواطنين المسلحين في مدينة بنغازي بطرد أفراد أنصار الشريعة الذين يحتلون مستشفى الجلاء في المدينة وأنزلوا العلم الأسود الذي يتخذه تنظيم أنصار الشريعة علما له من أعلى المبنى. كما قامت مظاهرات من المواطنين ضد الميليشيا واشتبكت مع بعض أفرادها في بعض الأحياء التي يتواجدون بها بالمدينة.